# Saison 1 de W.I.T.C.H.
Chronologie
Saison 2
Cet article présente les épisodes de la première saison de la série télévisée d'animation W.I.T.C.H..